# Cœurs belges
Pour les articles homonymes, voir Belge.
Cœurs belges est un journal clandestin, organe de la résistance belge fondé en 1943, sous l'occupation allemande, pour honorer la mémoire des Héros, soldats et civils, tombés sur les champs de bataille et sous les salves des pelotons d’exécution allemands. Son directeur-fondateur est Laurent Lombard, écrivain et agent des deux guerres. 

Citation de Charles Péguy : 
« Heureux ceux qui sont morts pour des cités charnelles,
Car elles sont le corps de la cité de Dieu,
Heureux ceux qui sont morts pour leur âtre et leur feu,
Et les pauvres honneurs des maisons paternelles. »